# Tour des Flandres 2018
Le Tour des Flandres 2018 est la 102e édition de cette course cycliste masculine sur route. Il a lieu le 1er avril 2018 dans la Région flamande, en Belgique, et fait partie du calendrier UCI World Tour 2018 en catégorie 1.UWT.

## Présentation
Le Tour des Flandres connaît en 2018 sa 102e édition. Il est organisé par l'association sans but lucratif Renners in aantocht.

### Parcours
Le parcours est quasiment identique à celui de l'année précédente. Il s'élance d'Anvers et se termine à Audenarde après 264,7 km.
- - Premier tour de circuit
  - Transition vers le deuxième tour de circuit
Note: Oudenaarde est le nom néerlandais d'Audenarde et Ronse celui de Renaix
- - Deuxième tour de circuit
  - Final

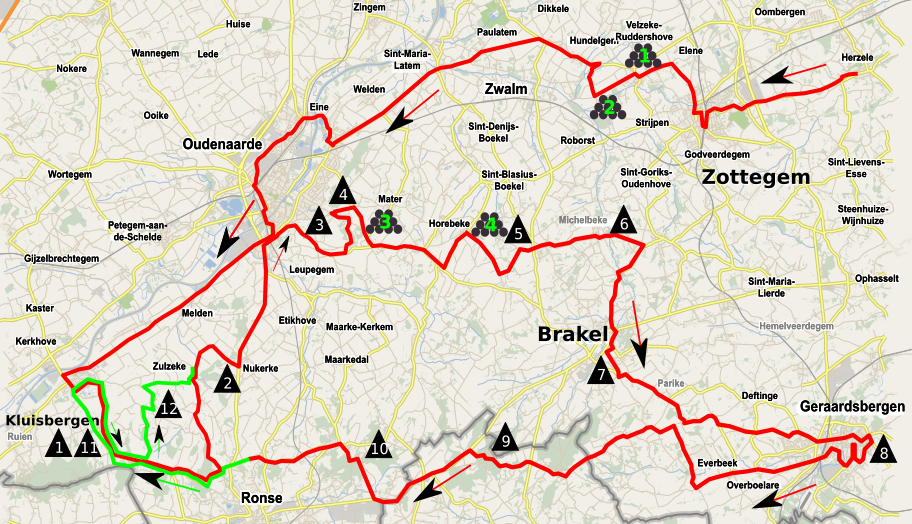
Note: Oudenaarde est le nom néerlandais d'Audenarde et Ronse celui de Renaix
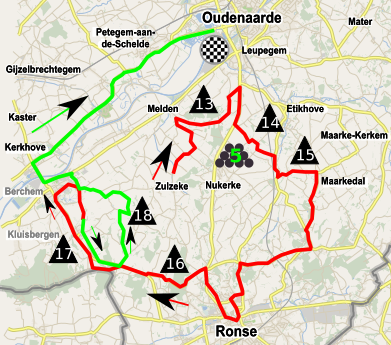

Dix-huit monts sont au programme de cette édition, pour la plupart recouverts de pavés :
| Mont | Nom                    | Km    | Revêtement | Longueur (m) | Pente moyenne | Pente maxi | Km de l'arrivée |
| ---- | ---------------------- | ----- | ---------- | ------------ | ------------- | ---------- | --------------- |
| 1    | Vieux Quaremont        | 121,1 | pavés      | 2 220        | 4 %           | 11,6 %     | 145,4           |
| 2    | Kortekeer (nl)         | 131,7 | asphalte   | 1 000        | 6,4 %         | 17 %       | 134,8           |
| 3    | Edelare                | 138,6 | pavé       | 1 200        | 5,2 %         | 10 %       | 127,9           |
| 4    | Wolvenberg             | 142,1 | asphalte   | 645          | 7,9 %         | 17,3 %     | 124,4           |
| 5    | Leberg                 | 151,0 | asphalte   | 950          | 4,2 %         | 13,8 %     | 115,5           |
| 6    | Berendries             | 155,0 | asphalte   | 940          | 7 %           | 12,3 %     | 111,5           |
| 7    | Tenbosse               | 160,0 | asphalte   | 550          | 6,9 %         | 8,7 %      | 106,5           |
| 8    | Mur de Grammont        | 170,4 | pavé       | 1075         | 9,3 %         | 19,8%      | 96,1            |
| 9    | Pottelberg (La Houppe) | 189,0 | asphalte   | 1 350        | 6,5 %         | 7,5 %      | 77,5            |
| 10   | Kanarieberg            | 194,8 | asphalte   | 1 000        | 7,7 %         | 14 %       | 71,7            |
| 11   | Vieux Quaremont        | 210,7 | pavés      | 2 200        | 4 %           | 11,6 %     | 55,8            |
| 12   | Paterberg              | 214,2 | pavés      | 360          | 12,9 %        | 20,3 %     | 52,3            |
| 13   | Koppenberg             | 220,8 | pavés      | 600          | 11,6 %        | 22 %       | 45,7            |
| 14   | Steenbeekdries         | 226,2 | asphalte   | 700          | 5,3 %         | 6,7 %      | 40,3            |
| 15   | Taaienberg             | 228,7 | pavés      | 530          | 6,6 %         | 15,8 %     | 37,8            |
| 16   | Kruisberg              | 240   | asphalte   | 2 500        | 5 %           | 9 %        | 26,5            |
| 17   | Vieux Quaremont        | 249,8 | pavés      | 2 200        | 4 %           | 11,6 %     | 16,7            |
| 18   | Paterberg              | 253,3 | pavés      | 360          | 12,9 %        | 20,3 %     | 13,2            |

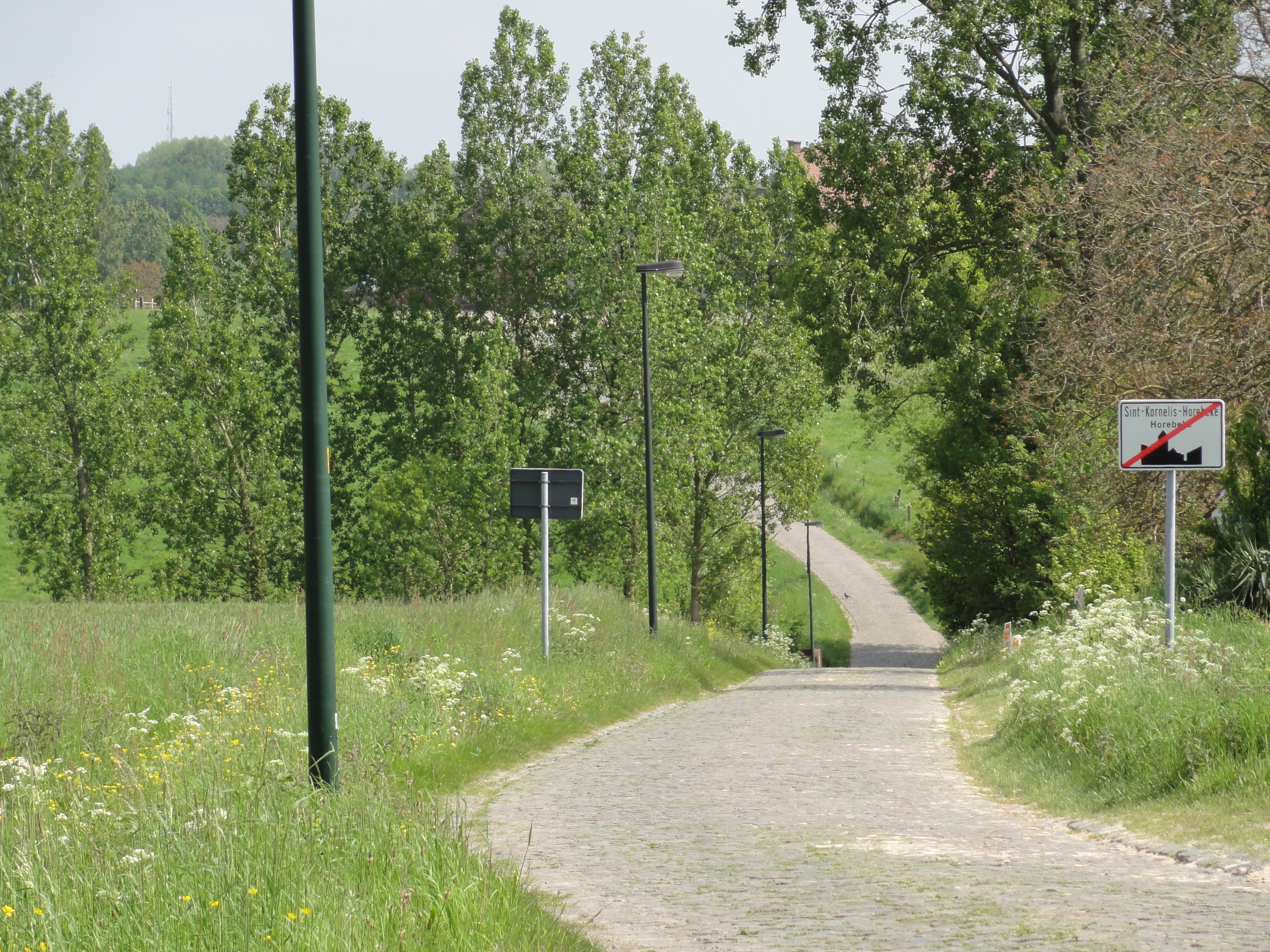
Haaghoek à Hoorebeke-Saint-Corneille est l'avant-dernier secteur pavé de la course, à 118 km de l'arrivée.

En plus des traditionnels monts, il y a cinq secteurs pavés :
| Secteur | Nom              | Km    | Longueur (m) | Km de l'arrivée |
| ------- | ---------------- | ----- | ------------ | --------------- |
| 1       | Lippenhovestraat | 87,3  | 1 300        | 179,2           |
| 2       | Paddestraat      | 88,8  | 1 500        | 177,7           |
| 3       | Holleweg         | 142,2 | 1 500        | 124,3           |
| 4       | Haaghoek (nl)    | 148,0 | 2 000        | 118,5           |
| 5       | Mariaborrestraat | 224,9 | 2 000        | 41,6            |

### Équipes
Le Tour des Flandres faisant partie du calendrier de l'UCI World Tour, les dix-huit « World Teams » y participent. Sept équipes continentales professionnelles ont reçu une invitation en janvier : les équipes belges Sport Vlaanderen-Baloise, Verandas Willems-Crelan, Wanty-Groupe Gobert et WB Aqua Protect Veranclassic, les équipes françaises Cofidis et Vital Concept, et l'équipe néerlandaise Roompot-Nederlandse Loterij.
| WorldTeams (18)- AG2R La Mondiale - Astana - Bahrain-Merida - BMC Racing Team - Bora-Hansgrohe - Dimension Data - EF Education First-Drapac p/b Cannondale - Groupama-FDJ - Katusha-Alpecin - Lotto NL-Jumbo - Lotto Soudal - Mitchelton-Scott - Movistar Team - Quick-Step Floors - Sky - Team Sunweb - Trek-Segafredo - UAE Team Emirates Équipes continentales professionnelles (7)- Cofidis, Solutions Crédits - Roompot-Nederlandse Loterij - Sport Vlaanderen-Baloise - Vérandas Willems-Crelan - Vital Concept - Wanty-Groupe Gobert - WB-Aqua Protect-Veranclassic |
| |

## Classements

### Classement de la course
| \| Classement général \| Classement général \| Classement général \| Classement général \| Classement général \| \| Coureur \| Coureur \| Pays \| Équipe \| Temps \| \| ------------------ \| -------------------- \| ------------------ \| ------------------------- \| ------------------ \| \| 1er \| Niki Terpstra \| Pays-Bas \| Quick-Step Floors \| 6 h 21 min 25 s \| \| 2e \| Mads Pedersen \| Danemark \| Trek-Segafredo \| + 12 s \| \| 3e \| Philippe Gilbert \| Belgique \| Quick-Step Floors \| + 17 s \| \| 4e \| Michael Valgren \| Danemark \| Astana \| + 20 s \| \| 5e \| Greg Van Avermaet \| Belgique \| BMC Racing Team \| + 25 s \| \| 6e \| Peter Sagan \| Slovaquie \| Bora-Hansgrohe \| + 25 s \| \| 7e \| Jasper Stuyven \| Belgique \| Trek-Segafredo \| + 25 s \| \| 8e \| Tiesj Benoot \| Belgique \| Lotto-Soudal \| + 25 s \| \| 9e \| Wout van Aert \| Belgique \| Verandas Willems-Crelan \| + 25 s \| \| 10e \| Zdeněk Štybar \| Tchéquie \| Quick-Step Floors \| + 25 s \| \| 11e \| Oliver Naesen \| Belgique \| AG2R La Mondiale \| + 25 s \| \| 12e \| Dylan van Baarle \| Pays-Bas \| Team Sky \| + 25 s \| \| 13e \| Sep Vanmarcke \| Belgique \| EF Education First-Drapac \| + 25 s \| \| 14e \| Timo Roosen \| Pays-Bas \| LottoNL-Jumbo \| + 1 min 09 s \| \| 15e \| Arnaud Démare \| France \| Groupama-FDJ \| + 1 min 13 s \| \| 16e \| Alexander Kristoff \| Norvège \| UAE Team Emirates \| + 1 min 13 s \| \| 17e \| Nils Politt \| Allemagne \| Katusha-Alpecin \| + 1 min 13 s \| \| 18e \| Mike Teunissen \| Pays-Bas \| Team Sunweb \| + 1 min 13 s \| \| 19e \| Edvald Boasson Hagen \| Norvège \| Dimension Data \| + 1 min 13 s \| \| 20e \| Magnus Cort Nielsen \| Danemark \| Astana \| + 1 min 13 s \| |                      |           |                           |                 |
| |                      |           |                           |                 |
| Source : ProCyclingStats |                      |           |                           |                 |
| Classement général |                      |           |                           |                 |
| Coureur | Coureur              | Pays      | Équipe                    | Temps           |
| 1er | Niki Terpstra        | Pays-Bas  | Quick-Step Floors         | 6 h 21 min 25 s |
| 2e | Mads Pedersen        | Danemark  | Trek-Segafredo            | + 12 s          |
| 3e | Philippe Gilbert     | Belgique  | Quick-Step Floors         | + 17 s          |
| 4e | Michael Valgren      | Danemark  | Astana                    | + 20 s          |
| 5e | Greg Van Avermaet    | Belgique  | BMC Racing Team           | + 25 s          |
| 6e | Peter Sagan          | Slovaquie | Bora-Hansgrohe            | + 25 s          |
| 7e | Jasper Stuyven       | Belgique  | Trek-Segafredo            | + 25 s          |
| 8e | Tiesj Benoot         | Belgique  | Lotto-Soudal              | + 25 s          |
| 9e | Wout van Aert        | Belgique  | Verandas Willems-Crelan   | + 25 s          |
| 10e | Zdeněk Štybar        | Tchéquie  | Quick-Step Floors         | + 25 s          |
| 11e | Oliver Naesen        | Belgique  | AG2R La Mondiale          | + 25 s          |
| 12e | Dylan van Baarle     | Pays-Bas  | Team Sky                  | + 25 s          |
| 13e | Sep Vanmarcke        | Belgique  | EF Education First-Drapac | + 25 s          |
| 14e | Timo Roosen          | Pays-Bas  | LottoNL-Jumbo             | + 1 min 09 s    |
| 15e | Arnaud Démare        | France    | Groupama-FDJ              | + 1 min 13 s    |
| 16e | Alexander Kristoff   | Norvège   | UAE Team Emirates         | + 1 min 13 s    |
| 17e | Nils Politt          | Allemagne | Katusha-Alpecin           | + 1 min 13 s    |
| 18e | Mike Teunissen       | Pays-Bas  | Team Sunweb               | + 1 min 13 s    |
| 19e | Edvald Boasson Hagen | Norvège   | Dimension Data            | + 1 min 13 s    |
| 20e | Magnus Cort Nielsen  | Danemark  | Astana                    | + 1 min 13 s    |

### Classements UCI
Le Tour des Flandres distribue aux soixante premiers coureurs les points suivants pour le classement individuel de l'UCI World Tour (uniquement pour les coureurs membres d'équipes World Tour) et le Classement mondial UCI (pour tous les coureurs) :
| Position           | 1er | 2e  | 3e  | 4e  | 5e  | 6e  | 7e  | 8e  | 9e  | 10e | 11e | 12e | 13e | 14e | 15e | 16e à 20e | 21e à 30e | 31e à 50e | 51e à 55e | 56e à 60e |
| Classement général | 500 | 400 | 325 | 275 | 225 | 175 | 150 | 125 | 100 | 85  | 70  | 60  | 50  | 40  | 35  | 30        | 20        | 10        | 5         | 3         |

#### Classements UCI World Tour à l'issue de la course
Grâce aux 125 points acquis avec sa sixième place, Peter Sagan prend la tête du classement individuel de l'UCI World Tour aux dépens d'Alejandro Valverde. Comme Sagan, Tiesj Benoot gagne une place et est désormais troisième de ce classement. Le vainqueur de ce Tour des Flandres, Niki Terpstra, gagne douze places et occupe la quatrième place, et son coéquipier Philippe Gilbert, troisième de la course, est à la septième place. Les résultats de ces deux coureurs renforcent la première place de Quick-Step Floors au classement par équipes.
| Rang | Coureur            | Équipe            | Points |
| ---- | ------------------ | ----------------- | ------ |
| 1er  | Peter Sagan        | Bora-Hansgrohe    | 1126   |
| 2e   | Alejandro Valverde | Movistar          | 1079   |
| 3e   | Tiesj Benoot       | Lotto-Soudal      | 986    |
| 4e   | Niki Terpstra      | Quick-Step Floors | 972    |
| 5e   | Daryl Impey        | Mitchelton-Scott  | 861.57 |
| 6e   | Arnaud Démare      | Groupama-FDJ      | 827    |
| 7e   | Philippe Gilbert   | Quick-Step Floors | 820    |
| 8e   | Elia Viviani       | Quick-Step Floors | 817    |
| 9e   | Simon Yates        | Mitchelton-Scott  | 760    |
| 10e  | Marc Soler         | Movistar          | 745    |

| Rang | Équipe            | Points  |
| ---- | ----------------- | ------- |
| 1er  | Quick-Step Floors | 4588    |
| 2e   | Mitchelton-Scott  | 3154.99 |
| 3e   | BMC Racing        | 2765.99 |
| 4e   | Movistar          | 2728    |
| 5e   | Bora-Hansgrohe    | 2547    |
| 6e   | Sky               | 2244.01 |
| 7e   | Bahrain-Merida    | 2159    |
| 8e   | Lotto-Soudal      | 1942    |
| 9e   | Astana            | 1769    |
| 10e  | Trek-Segafredo    | 1707    |

## Liste des participants
| Légende | Légende                                                                    | Légende | Légende                                                    |
| ------- | -------------------------------------------------------------------------- | ------- | ---------------------------------------------------------- |
| Num     | Dossard de départ porté par le coureur sur ce Tour des Flandres            | Pos     | Position à l'arrivée de la course                          |
|         | Indique un maillot de champion national ou mondial, suivi de sa spécialité | NP      | Indique un coureur qui n'a pas pris le départ de la course |
| AB      | Indique un coureur qui n'a pas terminé la course                           | HD      | Indique un coureur qui a terminé la course hors des délais |

| Quick-Step Floors QST | Quick-Step Floors QST       | Quick-Step Floors QST |
| --------------------- | --------------------------- | --------------------- |
| Num                   | Coureur                     | Pos                   |
| 1                     | Philippe Gilbert (BEL)      | 3e                    |
| 2                     | Yves Lampaert (BEL)         | 29e                   |
| 3                     | Iljo Keisse (BEL)           | 76e                   |
| 4                     | Zdeněk Štybar (CZE) (route) | 10e                   |
| 5                     | Florian Sénéchal (FRA)      | 44e                   |
| 6                     | Tim Declercq (BEL)          | AB                    |
| 7                     | Niki Terpstra (NED)         | 1er                   |

| Bora-Hansgrohe BOH | Bora-Hansgrohe BOH             | Bora-Hansgrohe BOH |
| ------------------ | ------------------------------ | ------------------ |
| Num                | Coureur                        | Pos                |
| 11                 | Peter Sagan (SVK) (route)      | 6e                 |
| 12                 | Marcus Burghardt (GER) (route) | 51e                |
| 13                 | Daniel Oss (ITA)               | 26e                |
| 14                 | Maciej Bodnar (POL)            | AB                 |
| 15                 | Juraj Sagan (SVK) (route)      | 92e                |
| 16                 | Christoph Pfingsten (GER)      | 89e                |
| 17                 | Andreas Schillinger (GER)      | AB                 |

| AG2R La Mondiale ALM | AG2R La Mondiale ALM        | AG2R La Mondiale ALM |
| -------------------- | --------------------------- | -------------------- |
| Num                  | Coureur                     | Pos                  |
| 21                   | Oliver Naesen (BEL) (route) | 11e                  |
| 22                   | Stijn Vandenbergh (BEL)     | 36e                  |
| 23                   | Gediminas Bagdonas (LTU)    | AB                   |
| 24                   | Rudy Barbier (FRA)          | AB                   |
| 25                   | Nico Denz (GER)             | 67e                  |
| 26                   | Julien Duval (FRA)          | 66e                  |
| 27                   | Tony Gallopin (FRA)         | AB                   |

| BMC Racing Team BMC | BMC Racing Team BMC     | BMC Racing Team BMC |
| ------------------- | ----------------------- | ------------------- |
| Num                 | Coureur                 | Pos                 |
| 31                  | Greg Van Avermaet (BEL) | 5e                  |
| 32                  | Alberto Bettiol (ITA)   | AB                  |
| 33                  | Jempy Drucker (LUX)     | 31e                 |
| 34                  | Stefan Küng (SUI)       | 55e                 |
| 35                  | Jürgen Roelandts (BEL)  | 27e                 |
| 36                  | Michael Schär (SUI)     | AB                  |
| 37                  | Francisco Ventoso (ESP) | AB                  |

| Lotto-Soudal LTS | Lotto-Soudal LTS       | Lotto-Soudal LTS |
| ---------------- | ---------------------- | ---------------- |
| Num              | Coureur                | Pos              |
| 41               | Tiesj Benoot (BEL)     | 8e               |
| 42               | Frederik Frison (BEL)  | AB               |
| 43               | Lars Bak (DEN)         | 74e              |
| 44               | Jens Debusschere (BEL) | 61e              |
| 45               | Jasper De Buyst (BEL)  | 57e              |
| 46               | Marcel Sieberg (GER)   | 58e              |
| 47               | Jelle Wallays (BEL)    | 82e              |

| EF Education First-Drapac EFD | EF Education First-Drapac EFD | EF Education First-Drapac EFD |
| ----------------------------- | ----------------------------- | ----------------------------- |
| Num                           | Coureur                       | Pos                           |
| 51                            | Sep Vanmarcke (BEL)           | 13e                           |
| 52                            | Matti Breschel (DEN)          | 98e                           |
| 53                            | Sebastian Langeveld (NED)     | 22e                           |
| 54                            | Sacha Modolo (ITA)            | 50e                           |
| 55                            | Taylor Phinney (USA)          | 100e                          |
| 56                            | Thomas Scully (NZL)           | 80e                           |
| 57                            | Mitchell Docker (AUS)         | AB                            |

| Team Sunweb SUN | Team Sunweb SUN            | Team Sunweb SUN |
| --------------- | -------------------------- | --------------- |
| Num             | Coureur                    | Pos             |
| 61              | Edward Theuns (BEL)        | AB              |
| 62              | Søren Kragh Andersen (DEN) | 53e             |
| 63              | Nikias Arndt (GER)         | AB              |
| 64              | Roy Curvers (NED)          | AB              |
| 65              | Lennard Hofstede (NED)     | 77e             |
| 66              | Tom Stamsnijder (NED)      | AB              |
| 67              | Mike Teunissen (NED)       | 18e             |

| Astana AST | Astana AST                    | Astana AST |
| ---------- | ----------------------------- | ---------- |
| Num        | Coureur                       | Pos        |
| 71         | Laurens De Vreese (BEL)       | 34e        |
| 72         | Oscar Gatto (ITA)             | 52e        |
| 73         | Hugo Houle (CAN)              | 59e        |
| 74         | Truls Engen Korsæth (NOR)     | AB         |
| 75         | Alexey Lutsenko (KAZ) (route) | AB         |
| 76         | Magnus Cort Nielsen (DEN)     | 20e        |
| 77         | Michael Valgren (DEN)         | 4e         |

| Bahrain-Merida TBM | Bahrain-Merida TBM        | Bahrain-Merida TBM |
| ------------------ | ------------------------- | ------------------ |
| Num                | Coureur                   | Pos                |
| 81                 | Vincenzo Nibali (ITA)     | 24e                |
| 82                 | Borut Božič (SLO)         | AB                 |
| 83                 | Sonny Colbrelli (ITA)     | 23e                |
| 84                 | Iván García Cortina (ESP) | 37e                |
| 85                 | Heinrich Haussler (AUS)   | 25e                |
| 86                 | Kristjan Koren (SLO)      | 46e                |
| 87                 | Luka Pibernik (SLO)       | 85e                |

| Groupama-FDJ GFC | Groupama-FDJ GFC                  | Groupama-FDJ GFC |
| ---------------- | --------------------------------- | ---------------- |
| Num              | Coureur                           | Pos              |
| 91               | Arnaud Démare (FRA) (route)       | 15e              |
| 92               | Davide Cimolai (ITA)              | 48e              |
| 93               | Antoine Duchesne (CAN)            | AB               |
| 94               | Jacopo Guarnieri (ITA)            | AB               |
| 95               | Ignatas Konovalovas (LTU) (route) | 79e              |
| 96               | Olivier Le Gac (FRA)              | 78e              |
| 97               | Ramon Sinkeldam (NED) (route)     | 97e              |

| Mitchelton-Scott MTS | Mitchelton-Scott MTS              | Mitchelton-Scott MTS |
| -------------------- | --------------------------------- | -------------------- |
| Num                  | Coureur                           | Pos                  |
| 101                  | Mathew Hayman (AUS)               | 83e                  |
| 102                  | Jack Bauer (NZL)                  | AB                   |
| 103                  | Luke Durbridge (AUS)              | 64e                  |
| 104                  | Alexander Edmondson (AUS) (route) | 99e                  |
| 105                  | Michael Hepburn (AUS)             | AB                   |
| 106                  | Luka Mezgec (SLO) (route)         | 84e                  |
| 107                  | Matteo Trentin (ITA)              | 45e                  |

| Movistar Team MOV | Movistar Team MOV      | Movistar Team MOV |
| ----------------- | ---------------------- | ----------------- |
| Num               | Coureur                | Pos               |
| 111               | Jorge Arcas (ESP)      | AB                |
| 112               | Carlos Barbero (ESP)   | 65e               |
| 113               | Héctor Carretero (ESP) | AB                |
| 114               | Imanol Erviti (ESP)    | 60e               |
| 115               | Nuno Bico (POR)        | AB                |
| 116               | Nélson Oliveira (POR)  | 61e               |
| 117               | Jasha Sütterlin (GER)  | AB                |

| Dimension Data DDD | Dimension Data DDD         | Dimension Data DDD |
| ------------------ | -------------------------- | ------------------ |
| Num                | Coureur                    | Pos                |
| 121                | Julien Vermote (BEL)       | 41e                |
| 122                | Edvald Boasson Hagen (NOR) | 19e                |
| 123                | Nicolas Dougall (RSA)      | 96e                |
| 124                | Johann van Zyl (RSA)       | AB                 |
| 125                | Ryan Gibbons (RSA)         | AB                 |
| 126                | Jay Robert Thomson (RSA)   | AB                 |
| 127                | Jacobus Venter (RSA)       | 95e                |

| Katusha-Alpecin TKA | Katusha-Alpecin TKA          | Katusha-Alpecin TKA |
| ------------------- | ---------------------------- | ------------------- |
| Num                 | Coureur                      | Pos                 |
| 131                 | Tony Martin (GER)            | 63e                 |
| 132                 | Viatcheslav Kouznetsov (RUS) | 33e                 |
| 133                 | José Gonçalves (POR)         | AB                  |
| 134                 | Marco Haller (AUT)           | AB                  |
| 135                 | Baptiste Planckaert (BEL)    | 101e                |
| 136                 | Nils Politt (GER)            | 17e                 |
| 137                 | Rick Zabel (GER)             | AB                  |

| LottoNL-Jumbo TLJ | LottoNL-Jumbo TLJ           | LottoNL-Jumbo TLJ |
| ----------------- | --------------------------- | ----------------- |
| Num               | Coureur                     | Pos               |
| 141               | Amund Grøndahl Jansen (NOR) | 43e               |
| 142               | Pascal Eenkhoorn (NED)      | AB                |
| 143               | Timo Roosen (NED)           | 14e               |
| 144               | Bram Tankink (NED)          | AB                |
| 145               | Jos van Emden (NED)         | 56e               |
| 146               | Robert Wagner (GER)         | AB                |
| 147               | Maarten Wynants (BEL)       | 54e               |

| Team Sky SKY | Team Sky SKY             | Team Sky SKY |
| ------------ | ------------------------ | ------------ |
| Num          | Coureur                  | Pos          |
| 151          | Michał Kwiatkowski (POL) | 28e          |
| 152          | Michał Gołaś (POL)       | 73e          |
| 153          | Christian Knees (GER)    | AB           |
| 154          | Gianni Moscon (ITA)      | 21e          |
| 155          | Luke Rowe (GBR)          | DQ           |
| 156          | Ian Stannard (GBR)       | AB           |
| 157          | Dylan van Baarle (NED)   | 12e          |

| Trek-Segafredo TFS | Trek-Segafredo TFS          | Trek-Segafredo TFS |
| ------------------ | --------------------------- | ------------------ |
| Num                | Coureur                     | Pos                |
| 161                | Jasper Stuyven (BEL)        | 7e                 |
| 162                | John Degenkolb (GER)        | 32e                |
| 163                | Koen de Kort (NED)          | 42e                |
| 164                | Ryan Mullen (IRL)           | 93e                |
| 165                | Mads Pedersen (DEN) (route) | 2e                 |
| 166                | Grégory Rast (SUI)          | 39e                |
| 167                | Kiel Reijnen (USA)          | AB                 |

| UAE Team Emirates UAD | UAE Team Emirates UAD            | UAE Team Emirates UAD |
| --------------------- | -------------------------------- | --------------------- |
| Num                   | Coureur                          | Pos                   |
| 171                   | Alexander Kristoff (NOR) (route) | 16e                   |
| 172                   | Sven Erik Bystrøm (NOR)          | 40e                   |
| 173                   | Simone Consonni (ITA)            | AB                    |
| 174                   | Filippo Ganna (ITA)              | AB                    |
| 175                   | Marco Marcato (ITA)              | 49e                   |
| 176                   | Ben Swift (GBR)                  | AB                    |
| 177                   | Oliviero Troia (ITA)             | 81e                   |

| Sport Vlaanderen-Baloise SVB | Sport Vlaanderen-Baloise SVB | Sport Vlaanderen-Baloise SVB |
| ---------------------------- | ---------------------------- | ---------------------------- |
| Num                          | Coureur                      | Pos                          |
| 181                          | Preben Van Hecke (BEL)       | AB                           |
| 182                          | Piet Allegaert (BEL)         | 47e                          |
| 183                          | Amaury Capiot (BEL)          | 88e                          |
| 184                          | Aimé De Gendt (BEL)          | AB                           |
| 185                          | Benjamin Declercq (BEL)      | 91e                          |
| 186                          | Edward Planckaert (BEL)      | AB                           |
| 187                          | Jonas Rickaert (BEL)         | AB                           |

| Verandas Willems-Crelan VWC | Verandas Willems-Crelan VWC | Verandas Willems-Crelan VWC |
| --------------------------- | --------------------------- | --------------------------- |
| Num                         | Coureur                     | Pos                         |
| 191                         | Wout van Aert (BEL)         | 9e                          |
| 192                         | Sean De Bie (BEL)           | 87e                         |
| 193                         | Stijn Steels (BEL)          | 104e                        |
| 194                         | Zico Waeytens (BEL)         | AB                          |
| 195                         | Stijn Devolder (BEL)        | AB                          |
| 196                         | Huub Duyn (NED)             | 70e                         |
| 197                         | Michael Goolaerts (BEL)     | AB                          |

| Wanty-Groupe Gobert WGG | Wanty-Groupe Gobert WGG        | Wanty-Groupe Gobert WGG |
| ----------------------- | ------------------------------ | ----------------------- |
| Num                     | Coureur                        | Pos                     |
| 201                     | Frederik Backaert (BEL)        | 38e                     |
| 202                     | Tom Devriendt (BEL)            | 30e                     |
| 203                     | Yoann Offredo (FRA)            | AB                      |
| 204                     | Andrea Pasqualon (ITA)         | AB                      |
| 205                     | Dion Smith (NZL)               | 68e                     |
| 206                     | Guillaume Van Keirsbulck (BEL) | AB                      |
| 207                     | Mark McNally (GBR)             | AB                      |

| WB-Aqua Protect-Veranclassic WVA | WB-Aqua Protect-Veranclassic WVA | WB-Aqua Protect-Veranclassic WVA |
| -------------------------------- | -------------------------------- | -------------------------------- |
| Num                              | Coureur                          | Pos                              |
| 211                              | Kenny Dehaes (BEL)               | AB                               |
| 212                              | Justin Jules (FRA)               | 102e                             |
| 213                              | Julien Mortier (BEL)             | AB                               |
| 214                              | Alex Kirsch (LUX)                | 69e                              |
| 215                              | Dimitri Peyskens (BEL)           | 90e                              |
| 216                              | Lukas Spengler (SUI)             | 75e                              |
| 217                              | Maxime Vantomme (BEL)            | AB                               |

| Roompot-Nederlandse Loterij RNL | Roompot-Nederlandse Loterij RNL | Roompot-Nederlandse Loterij RNL |
| ------------------------------- | ------------------------------- | ------------------------------- |
| Num                             | Coureur                         | Pos                             |
| 221                             | Pieter Weening (NED)            | AB                              |
| 222                             | Floris Gerts (NED)              | AB                              |
| 223                             | Pim Ligthart (NED)              | 72e                             |
| 224                             | Coen Vermeltfoort (NED)         | AB                              |
| 227                             | Sjoerd van Ginneken (NED)       | AB                              |
| 228                             | Brian van Goethem (NED)         | AB                              |
| 229                             | Jan-Willem van Schip (NED)      | 94e                             |

| Vital Concept VCC | Vital Concept VCC         | Vital Concept VCC |
| ----------------- | ------------------------- | ----------------- |
| Num               | Coureur                   | Pos               |
| 231               | Bryan Coquard (FRA)       | AB                |
| 232               | Bert De Backer (BEL)      | AB                |
| 233               | Johan Le Bon (FRA)        | AB                |
| 234               | Jérémy Lecroq (FRA)       | AB                |
| 235               | Julien Morice (FRA)       | AB                |
| 236               | Patrick Müller (SUI)      | 71e               |
| 237               | Jonas Van Genechten (BEL) | AB                |

| Cofidis, Solutions Crédits COF | Cofidis, Solutions Crédits COF | Cofidis, Solutions Crédits COF |
| ------------------------------ | ------------------------------ | ------------------------------ |
| Num                            | Coureur                        | Pos                            |
| 241                            | Christophe Laporte (FRA)       | AB                             |
| 242                            | Geoffrey Soupe (FRA)           | AB                             |
| 243                            | Jimmy Turgis (FRA)             | 35e                            |
| 244                            | Cyril Lemoine (FRA)            | 103e                           |
| 245                            | Michael Van Staeyen (BEL)      | AB                             |
| 246                            | Bert Van Lerberghe (BEL)       | 86e                            |
| 247                            | Kenneth Vanbilsen (BEL)        | AB                             |

| Quick-Step Floors QST | Quick-Step Floors QST       | Quick-Step Floors QST |
| --------------------- | --------------------------- | --------------------- |
| Num                   | Coureur                     | Pos                   |
| 1                     | Philippe Gilbert (BEL)      | 3e                    |
| 2                     | Yves Lampaert (BEL)         | 29e                   |
| 3                     | Iljo Keisse (BEL)           | 76e                   |
| 4                     | Zdeněk Štybar (CZE) (route) | 10e                   |
| 5                     | Florian Sénéchal (FRA)      | 44e                   |
| 6                     | Tim Declercq (BEL)          | AB                    |
| 7                     | Niki Terpstra (NED)         | 1er                   |

| Bora-Hansgrohe BOH | Bora-Hansgrohe BOH             | Bora-Hansgrohe BOH |
| ------------------ | ------------------------------ | ------------------ |
| Num                | Coureur                        | Pos                |
| 11                 | Peter Sagan (SVK) (route)      | 6e                 |
| 12                 | Marcus Burghardt (GER) (route) | 51e                |
| 13                 | Daniel Oss (ITA)               | 26e                |
| 14                 | Maciej Bodnar (POL)            | AB                 |
| 15                 | Juraj Sagan (SVK) (route)      | 92e                |
| 16                 | Christoph Pfingsten (GER)      | 89e                |
| 17                 | Andreas Schillinger (GER)      | AB                 |

| AG2R La Mondiale ALM | AG2R La Mondiale ALM        | AG2R La Mondiale ALM |
| -------------------- | --------------------------- | -------------------- |
| Num                  | Coureur                     | Pos                  |
| 21                   | Oliver Naesen (BEL) (route) | 11e                  |
| 22                   | Stijn Vandenbergh (BEL)     | 36e                  |
| 23                   | Gediminas Bagdonas (LTU)    | AB                   |
| 24                   | Rudy Barbier (FRA)          | AB                   |
| 25                   | Nico Denz (GER)             | 67e                  |
| 26                   | Julien Duval (FRA)          | 66e                  |
| 27                   | Tony Gallopin (FRA)         | AB                   |

| BMC Racing Team BMC | BMC Racing Team BMC     | BMC Racing Team BMC |
| ------------------- | ----------------------- | ------------------- |
| Num                 | Coureur                 | Pos                 |
| 31                  | Greg Van Avermaet (BEL) | 5e                  |
| 32                  | Alberto Bettiol (ITA)   | AB                  |
| 33                  | Jempy Drucker (LUX)     | 31e                 |
| 34                  | Stefan Küng (SUI)       | 55e                 |
| 35                  | Jürgen Roelandts (BEL)  | 27e                 |
| 36                  | Michael Schär (SUI)     | AB                  |
| 37                  | Francisco Ventoso (ESP) | AB                  |

| Lotto-Soudal LTS | Lotto-Soudal LTS       | Lotto-Soudal LTS |
| ---------------- | ---------------------- | ---------------- |
| Num              | Coureur                | Pos              |
| 41               | Tiesj Benoot (BEL)     | 8e               |
| 42               | Frederik Frison (BEL)  | AB               |
| 43               | Lars Bak (DEN)         | 74e              |
| 44               | Jens Debusschere (BEL) | 61e              |
| 45               | Jasper De Buyst (BEL)  | 57e              |
| 46               | Marcel Sieberg (GER)   | 58e              |
| 47               | Jelle Wallays (BEL)    | 82e              |

| EF Education First-Drapac EFD | EF Education First-Drapac EFD | EF Education First-Drapac EFD |
| ----------------------------- | ----------------------------- | ----------------------------- |
| Num                           | Coureur                       | Pos                           |
| 51                            | Sep Vanmarcke (BEL)           | 13e                           |
| 52                            | Matti Breschel (DEN)          | 98e                           |
| 53                            | Sebastian Langeveld (NED)     | 22e                           |
| 54                            | Sacha Modolo (ITA)            | 50e                           |
| 55                            | Taylor Phinney (USA)          | 100e                          |
| 56                            | Thomas Scully (NZL)           | 80e                           |
| 57                            | Mitchell Docker (AUS)         | AB                            |

| Team Sunweb SUN | Team Sunweb SUN            | Team Sunweb SUN |
| --------------- | -------------------------- | --------------- |
| Num             | Coureur                    | Pos             |
| 61              | Edward Theuns (BEL)        | AB              |
| 62              | Søren Kragh Andersen (DEN) | 53e             |
| 63              | Nikias Arndt (GER)         | AB              |
| 64              | Roy Curvers (NED)          | AB              |
| 65              | Lennard Hofstede (NED)     | 77e             |
| 66              | Tom Stamsnijder (NED)      | AB              |
| 67              | Mike Teunissen (NED)       | 18e             |

| Astana AST | Astana AST                    | Astana AST |
| ---------- | ----------------------------- | ---------- |
| Num        | Coureur                       | Pos        |
| 71         | Laurens De Vreese (BEL)       | 34e        |
| 72         | Oscar Gatto (ITA)             | 52e        |
| 73         | Hugo Houle (CAN)              | 59e        |
| 74         | Truls Engen Korsæth (NOR)     | AB         |
| 75         | Alexey Lutsenko (KAZ) (route) | AB         |
| 76         | Magnus Cort Nielsen (DEN)     | 20e        |
| 77         | Michael Valgren (DEN)         | 4e         |

| Bahrain-Merida TBM | Bahrain-Merida TBM        | Bahrain-Merida TBM |
| ------------------ | ------------------------- | ------------------ |
| Num                | Coureur                   | Pos                |
| 81                 | Vincenzo Nibali (ITA)     | 24e                |
| 82                 | Borut Božič (SLO)         | AB                 |
| 83                 | Sonny Colbrelli (ITA)     | 23e                |
| 84                 | Iván García Cortina (ESP) | 37e                |
| 85                 | Heinrich Haussler (AUS)   | 25e                |
| 86                 | Kristjan Koren (SLO)      | 46e                |
| 87                 | Luka Pibernik (SLO)       | 85e                |

| Groupama-FDJ GFC | Groupama-FDJ GFC                  | Groupama-FDJ GFC |
| ---------------- | --------------------------------- | ---------------- |
| Num              | Coureur                           | Pos              |
| 91               | Arnaud Démare (FRA) (route)       | 15e              |
| 92               | Davide Cimolai (ITA)              | 48e              |
| 93               | Antoine Duchesne (CAN)            | AB               |
| 94               | Jacopo Guarnieri (ITA)            | AB               |
| 95               | Ignatas Konovalovas (LTU) (route) | 79e              |
| 96               | Olivier Le Gac (FRA)              | 78e              |
| 97               | Ramon Sinkeldam (NED) (route)     | 97e              |

| Mitchelton-Scott MTS | Mitchelton-Scott MTS              | Mitchelton-Scott MTS |
| -------------------- | --------------------------------- | -------------------- |
| Num                  | Coureur                           | Pos                  |
| 101                  | Mathew Hayman (AUS)               | 83e                  |
| 102                  | Jack Bauer (NZL)                  | AB                   |
| 103                  | Luke Durbridge (AUS)              | 64e                  |
| 104                  | Alexander Edmondson (AUS) (route) | 99e                  |
| 105                  | Michael Hepburn (AUS)             | AB                   |
| 106                  | Luka Mezgec (SLO) (route)         | 84e                  |
| 107                  | Matteo Trentin (ITA)              | 45e                  |

| Movistar Team MOV | Movistar Team MOV      | Movistar Team MOV |
| ----------------- | ---------------------- | ----------------- |
| Num               | Coureur                | Pos               |
| 111               | Jorge Arcas (ESP)      | AB                |
| 112               | Carlos Barbero (ESP)   | 65e               |
| 113               | Héctor Carretero (ESP) | AB                |
| 114               | Imanol Erviti (ESP)    | 60e               |
| 115               | Nuno Bico (POR)        | AB                |
| 116               | Nélson Oliveira (POR)  | 61e               |
| 117               | Jasha Sütterlin (GER)  | AB                |

| Dimension Data DDD | Dimension Data DDD         | Dimension Data DDD |
| ------------------ | -------------------------- | ------------------ |
| Num                | Coureur                    | Pos                |
| 121                | Julien Vermote (BEL)       | 41e                |
| 122                | Edvald Boasson Hagen (NOR) | 19e                |
| 123                | Nicolas Dougall (RSA)      | 96e                |
| 124                | Johann van Zyl (RSA)       | AB                 |
| 125                | Ryan Gibbons (RSA)         | AB                 |
| 126                | Jay Robert Thomson (RSA)   | AB                 |
| 127                | Jacobus Venter (RSA)       | 95e                |

| Katusha-Alpecin TKA | Katusha-Alpecin TKA          | Katusha-Alpecin TKA |
| ------------------- | ---------------------------- | ------------------- |
| Num                 | Coureur                      | Pos                 |
| 131                 | Tony Martin (GER)            | 63e                 |
| 132                 | Viatcheslav Kouznetsov (RUS) | 33e                 |
| 133                 | José Gonçalves (POR)         | AB                  |
| 134                 | Marco Haller (AUT)           | AB                  |
| 135                 | Baptiste Planckaert (BEL)    | 101e                |
| 136                 | Nils Politt (GER)            | 17e                 |
| 137                 | Rick Zabel (GER)             | AB                  |

| LottoNL-Jumbo TLJ | LottoNL-Jumbo TLJ           | LottoNL-Jumbo TLJ |
| ----------------- | --------------------------- | ----------------- |
| Num               | Coureur                     | Pos               |
| 141               | Amund Grøndahl Jansen (NOR) | 43e               |
| 142               | Pascal Eenkhoorn (NED)      | AB                |
| 143               | Timo Roosen (NED)           | 14e               |
| 144               | Bram Tankink (NED)          | AB                |
| 145               | Jos van Emden (NED)         | 56e               |
| 146               | Robert Wagner (GER)         | AB                |
| 147               | Maarten Wynants (BEL)       | 54e               |

| Team Sky SKY | Team Sky SKY             | Team Sky SKY |
| ------------ | ------------------------ | ------------ |
| Num          | Coureur                  | Pos          |
| 151          | Michał Kwiatkowski (POL) | 28e          |
| 152          | Michał Gołaś (POL)       | 73e          |
| 153          | Christian Knees (GER)    | AB           |
| 154          | Gianni Moscon (ITA)      | 21e          |
| 155          | Luke Rowe (GBR)          | DQ           |
| 156          | Ian Stannard (GBR)       | AB           |
| 157          | Dylan van Baarle (NED)   | 12e          |

| Trek-Segafredo TFS | Trek-Segafredo TFS          | Trek-Segafredo TFS |
| ------------------ | --------------------------- | ------------------ |
| Num                | Coureur                     | Pos                |
| 161                | Jasper Stuyven (BEL)        | 7e                 |
| 162                | John Degenkolb (GER)        | 32e                |
| 163                | Koen de Kort (NED)          | 42e                |
| 164                | Ryan Mullen (IRL)           | 93e                |
| 165                | Mads Pedersen (DEN) (route) | 2e                 |
| 166                | Grégory Rast (SUI)          | 39e                |
| 167                | Kiel Reijnen (USA)          | AB                 |

| UAE Team Emirates UAD | UAE Team Emirates UAD            | UAE Team Emirates UAD |
| --------------------- | -------------------------------- | --------------------- |
| Num                   | Coureur                          | Pos                   |
| 171                   | Alexander Kristoff (NOR) (route) | 16e                   |
| 172                   | Sven Erik Bystrøm (NOR)          | 40e                   |
| 173                   | Simone Consonni (ITA)            | AB                    |
| 174                   | Filippo Ganna (ITA)              | AB                    |
| 175                   | Marco Marcato (ITA)              | 49e                   |
| 176                   | Ben Swift (GBR)                  | AB                    |
| 177                   | Oliviero Troia (ITA)             | 81e                   |

| Sport Vlaanderen-Baloise SVB | Sport Vlaanderen-Baloise SVB | Sport Vlaanderen-Baloise SVB |
| ---------------------------- | ---------------------------- | ---------------------------- |
| Num                          | Coureur                      | Pos                          |
| 181                          | Preben Van Hecke (BEL)       | AB                           |
| 182                          | Piet Allegaert (BEL)         | 47e                          |
| 183                          | Amaury Capiot (BEL)          | 88e                          |
| 184                          | Aimé De Gendt (BEL)          | AB                           |
| 185                          | Benjamin Declercq (BEL)      | 91e                          |
| 186                          | Edward Planckaert (BEL)      | AB                           |
| 187                          | Jonas Rickaert (BEL)         | AB                           |

| Verandas Willems-Crelan VWC | Verandas Willems-Crelan VWC | Verandas Willems-Crelan VWC |
| --------------------------- | --------------------------- | --------------------------- |
| Num                         | Coureur                     | Pos                         |
| 191                         | Wout van Aert (BEL)         | 9e                          |
| 192                         | Sean De Bie (BEL)           | 87e                         |
| 193                         | Stijn Steels (BEL)          | 104e                        |
| 194                         | Zico Waeytens (BEL)         | AB                          |
| 195                         | Stijn Devolder (BEL)        | AB                          |
| 196                         | Huub Duyn (NED)             | 70e                         |
| 197                         | Michael Goolaerts (BEL)     | AB                          |

| Wanty-Groupe Gobert WGG | Wanty-Groupe Gobert WGG        | Wanty-Groupe Gobert WGG |
| ----------------------- | ------------------------------ | ----------------------- |
| Num                     | Coureur                        | Pos                     |
| 201                     | Frederik Backaert (BEL)        | 38e                     |
| 202                     | Tom Devriendt (BEL)            | 30e                     |
| 203                     | Yoann Offredo (FRA)            | AB                      |
| 204                     | Andrea Pasqualon (ITA)         | AB                      |
| 205                     | Dion Smith (NZL)               | 68e                     |
| 206                     | Guillaume Van Keirsbulck (BEL) | AB                      |
| 207                     | Mark McNally (GBR)             | AB                      |

| WB-Aqua Protect-Veranclassic WVA | WB-Aqua Protect-Veranclassic WVA | WB-Aqua Protect-Veranclassic WVA |
| -------------------------------- | -------------------------------- | -------------------------------- |
| Num                              | Coureur                          | Pos                              |
| 211                              | Kenny Dehaes (BEL)               | AB                               |
| 212                              | Justin Jules (FRA)               | 102e                             |
| 213                              | Julien Mortier (BEL)             | AB                               |
| 214                              | Alex Kirsch (LUX)                | 69e                              |
| 215                              | Dimitri Peyskens (BEL)           | 90e                              |
| 216                              | Lukas Spengler (SUI)             | 75e                              |
| 217                              | Maxime Vantomme (BEL)            | AB                               |

| Roompot-Nederlandse Loterij RNL | Roompot-Nederlandse Loterij RNL | Roompot-Nederlandse Loterij RNL |
| ------------------------------- | ------------------------------- | ------------------------------- |
| Num                             | Coureur                         | Pos                             |
| 221                             | Pieter Weening (NED)            | AB                              |
| 222                             | Floris Gerts (NED)              | AB                              |
| 223                             | Pim Ligthart (NED)              | 72e                             |
| 224                             | Coen Vermeltfoort (NED)         | AB                              |
| 227                             | Sjoerd van Ginneken (NED)       | AB                              |
| 228                             | Brian van Goethem (NED)         | AB                              |
| 229                             | Jan-Willem van Schip (NED)      | 94e                             |

| Vital Concept VCC | Vital Concept VCC         | Vital Concept VCC |
| ----------------- | ------------------------- | ----------------- |
| Num               | Coureur                   | Pos               |
| 231               | Bryan Coquard (FRA)       | AB                |
| 232               | Bert De Backer (BEL)      | AB                |
| 233               | Johan Le Bon (FRA)        | AB                |
| 234               | Jérémy Lecroq (FRA)       | AB                |
| 235               | Julien Morice (FRA)       | AB                |
| 236               | Patrick Müller (SUI)      | 71e               |
| 237               | Jonas Van Genechten (BEL) | AB                |

| Cofidis, Solutions Crédits COF | Cofidis, Solutions Crédits COF | Cofidis, Solutions Crédits COF |
| ------------------------------ | ------------------------------ | ------------------------------ |
| Num                            | Coureur                        | Pos                            |
| 241                            | Christophe Laporte (FRA)       | AB                             |
| 242                            | Geoffrey Soupe (FRA)           | AB                             |
| 243                            | Jimmy Turgis (FRA)             | 35e                            |
| 244                            | Cyril Lemoine (FRA)            | 103e                           |
| 245                            | Michael Van Staeyen (BEL)      | AB                             |
| 246                            | Bert Van Lerberghe (BEL)       | 86e                            |
| 247                            | Kenneth Vanbilsen (BEL)        | AB                             |